# Abel Camará
Abel Issa Camará (Bissau, 6 de janeiro de 1990) é um futebolista profissional guineense que atua como atacante.

## Carreira
Abel Camará representou o elenco da Seleção Guineense de Futebol na Campeonato Africano das Nações de 2017.
Jogou no Belenenses até ao dia 07-05-2017, onde marcou um golo na vitória do Belenenses sobre o Sporting por 1-3.
Depois jogou pela Belenenses SAD, onde foi o melhor marcador da equipa. Depois de uma passagem pelo Arema F.C. , o avançado assinou pelo Sport União Sintrense, do Campeonato de Portugal (liga), onde permanece até hoje.